# Werner Heine
Werner Heine (ur. 14 sierpnia 1935 w Roßleben, zm. 18 czerwca 2022) – wschodnioniemiecki piłkarz.
Z zespołem Dynamo Berlin w 1959 zdobył Puchar NRD. W latach 1958–1964 rozegrał 29 meczów i strzelił 2 gole w reprezentacji Niemieckiej Republiki Demokratycznej.